# Канівське водосховище

Канівське водосховище у дніпровському каскаді

Ка́нівське водосхо́вище — одне з п'яти великих водосховищ у каскаді на Дніпрі, розташоване частково в Київській і частково в Черкаській областях, а також у місті Києві.

## Опис
Канівське водосховище є наймолодшим у каскаді водосховищ, що створені на Дніпрі. Його заповнення водою відбувалось протягом 1974—1976 рр. Підпор від Канівської гідроелектростанції (ГЕС) поширюється до створу Київської ГЕС. Канівське водосховище покриває площу 675 км² і містить близько 2,63 км³ води. Його довжина становить приблизно 123 км, максимальна ширина — 8 км. Найбільша глибина 21 м. Біля берегів Канівське водосховище дуже мілке.
Найбільші річки, що впадають: Стугна і Трубіж.
Найбільші міста на узбережжі Канівського водосховища: Київ, Українка, Переяслав та Канів.
Київська ділянка водосховища повністю збігається з тим руслом, наявними рукавами, протоками та обрисами островів, що існували на Дніпрі до заповнення водосховища. Єдиною зміною є невелике зростання рівня води та відсутність зміління русла влітку через регуляцію рівнів води, адже до 1970-х років річка доволі сильно міліла влітку, утворювалися великі мілини поблизу Пішохідного мосту та мосту Патона.
Гребля водосховища розташована на схід від Канева. Складається з Канівської ГЕС а шлюзу. Гребля була збудована між 1972 і 1978 роками і має довжину 16 км.
При заповненні водосховища були затоплені близько 20 сіл: Рудяків, Кальне, Гусинці (збереглася гусинська Спасо-Преображенська церква), Яшники, Вільхов, Кошари, Підсінне, Андруші, Полуботькова Слобода, Козинці, В'юнище, Циблі (стара частина села, село перенесене на нове місце; збереглися руїни церкви), Городище, Піщанка, Комарівка, Чаплин, Тростяно-Безбородка, Решітки (лівий берег), Зарубинці, Селище (правий берег).

## Економічне значення
Канівське водосховище є резервуаром для функціонування Канівської ГЕС. Крім того, із водосховищем пов'язана діяльність інших енергетичних підприємств — Трипільської ТЕС та проєктованої Канівської ГАЕС.

## Заходи безпеки
Постійний контроль за станом безпеки греблі водосховища та гідроелектростанції здійснюють Міністерство енергетики та вугільної промисловості України, Державне агентство водних ресурсів України, Державна служба України з надзвичайних ситуацій, Український гідрометеорологічний центр.

## Галерея

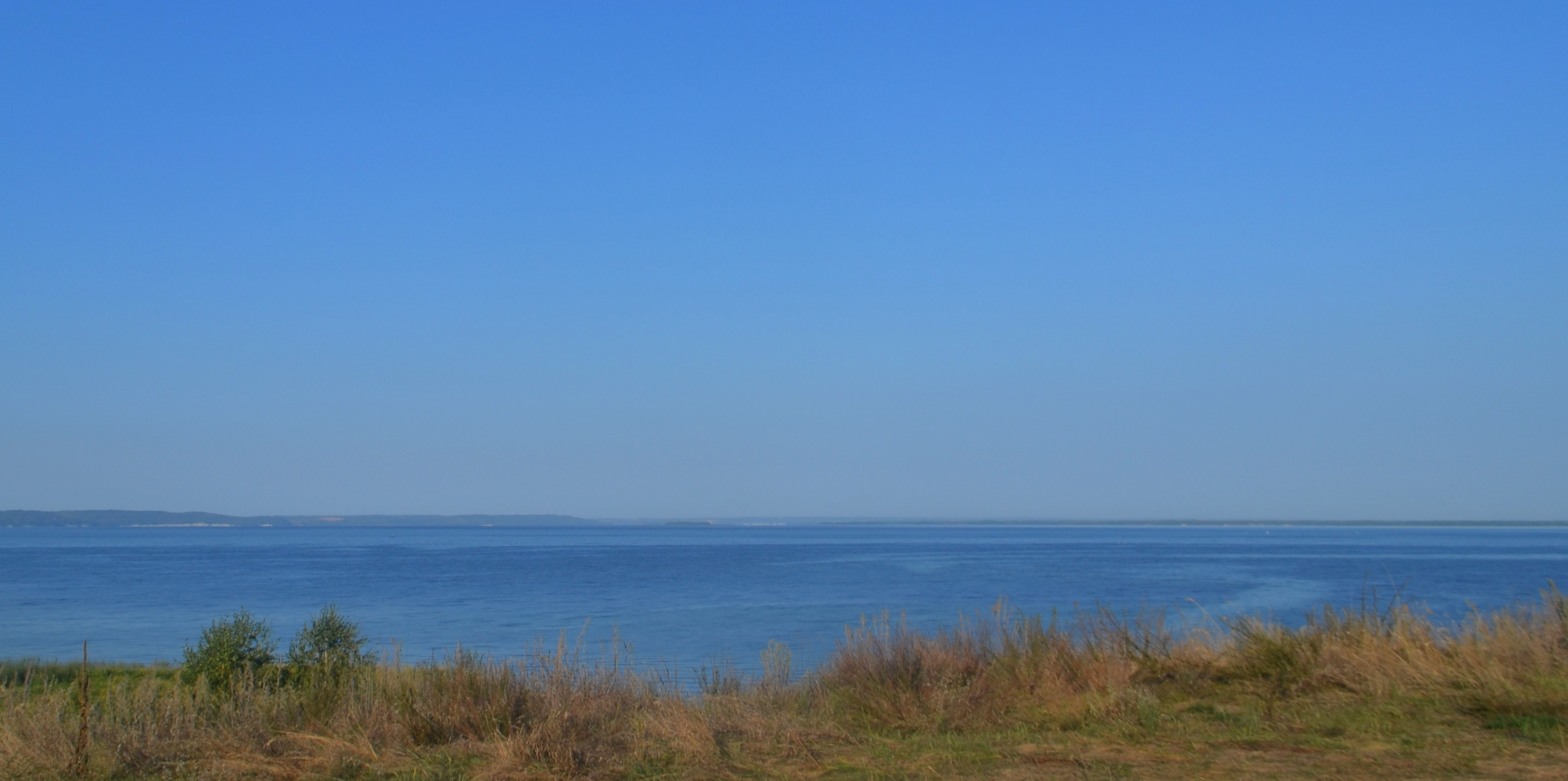
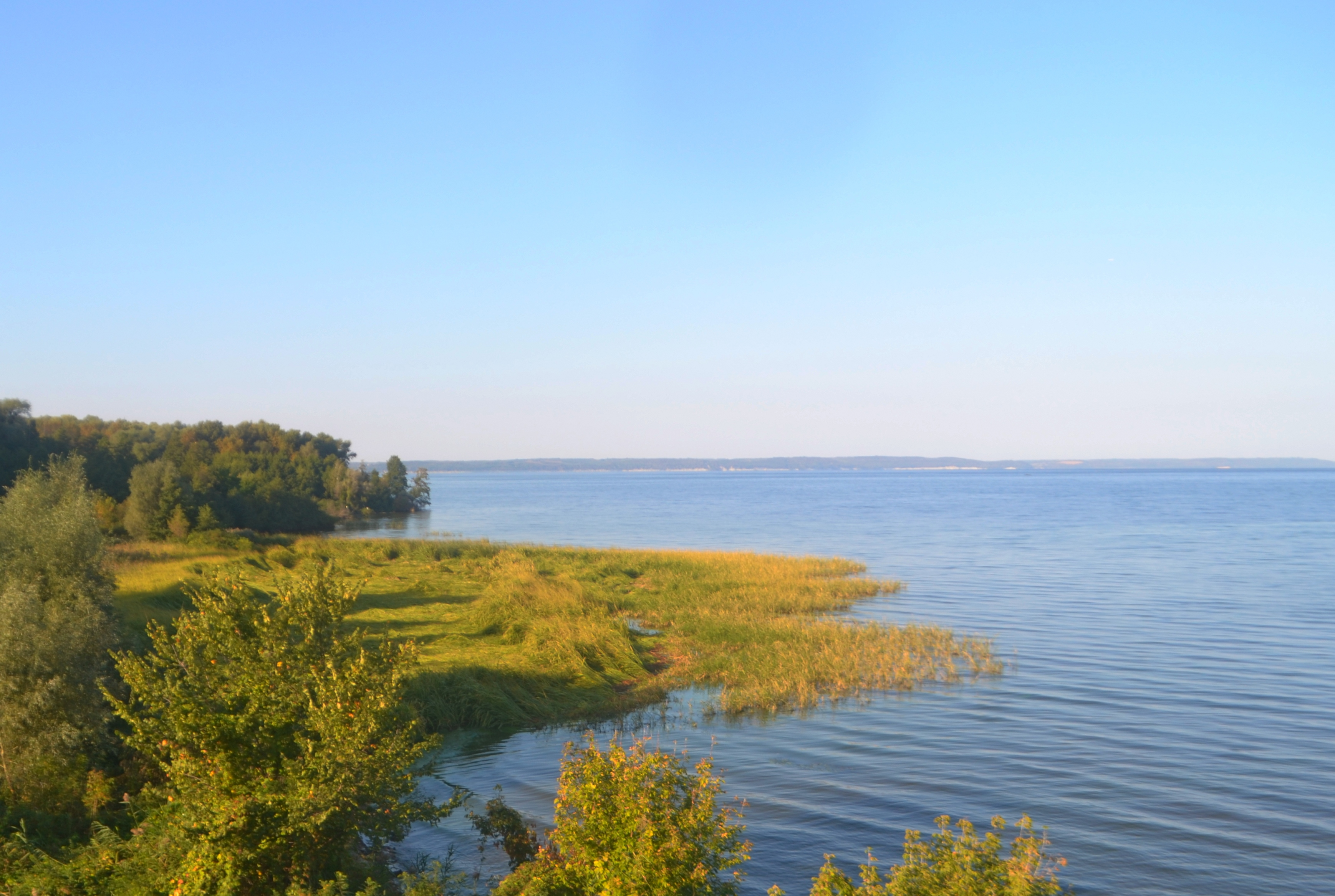
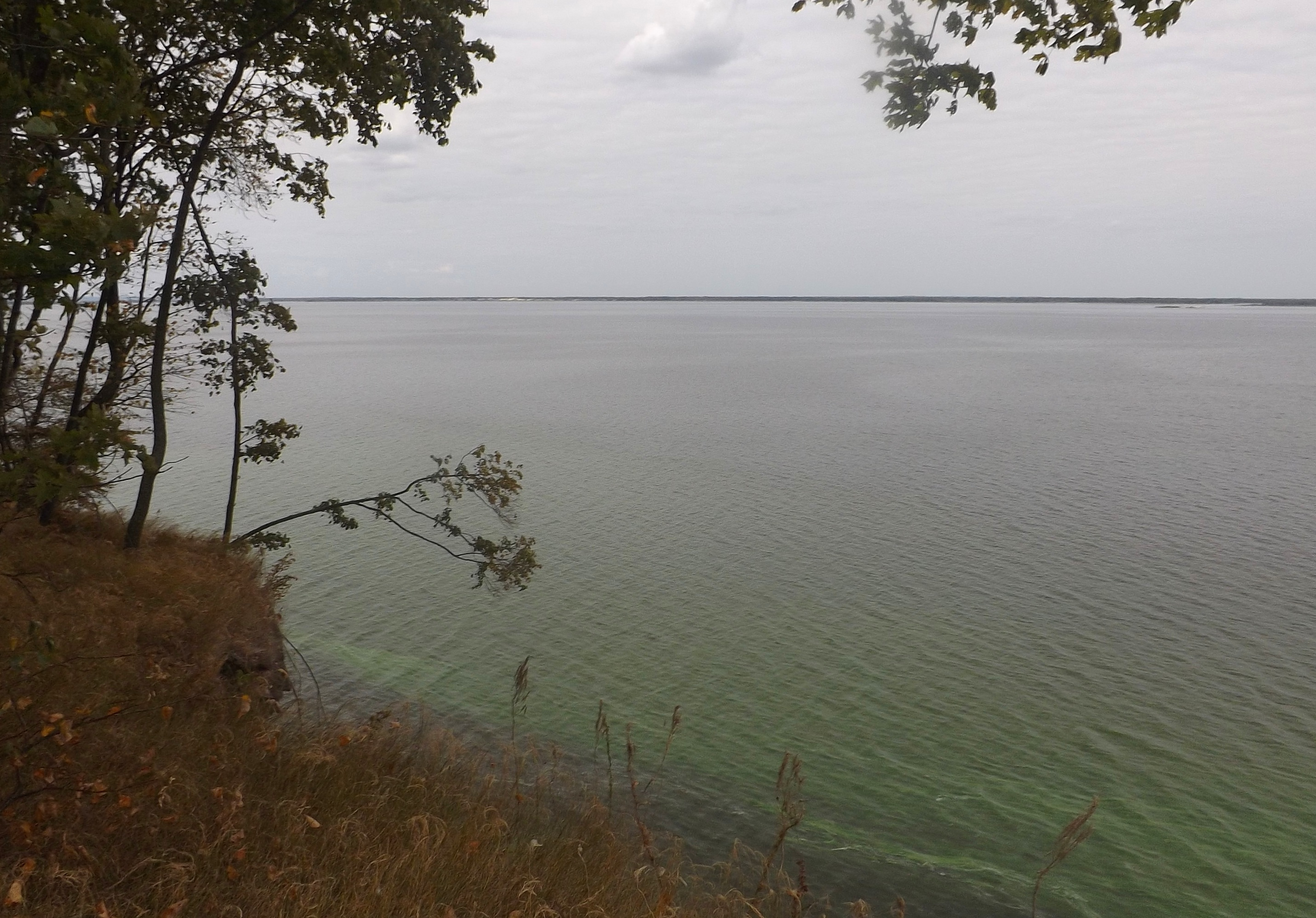
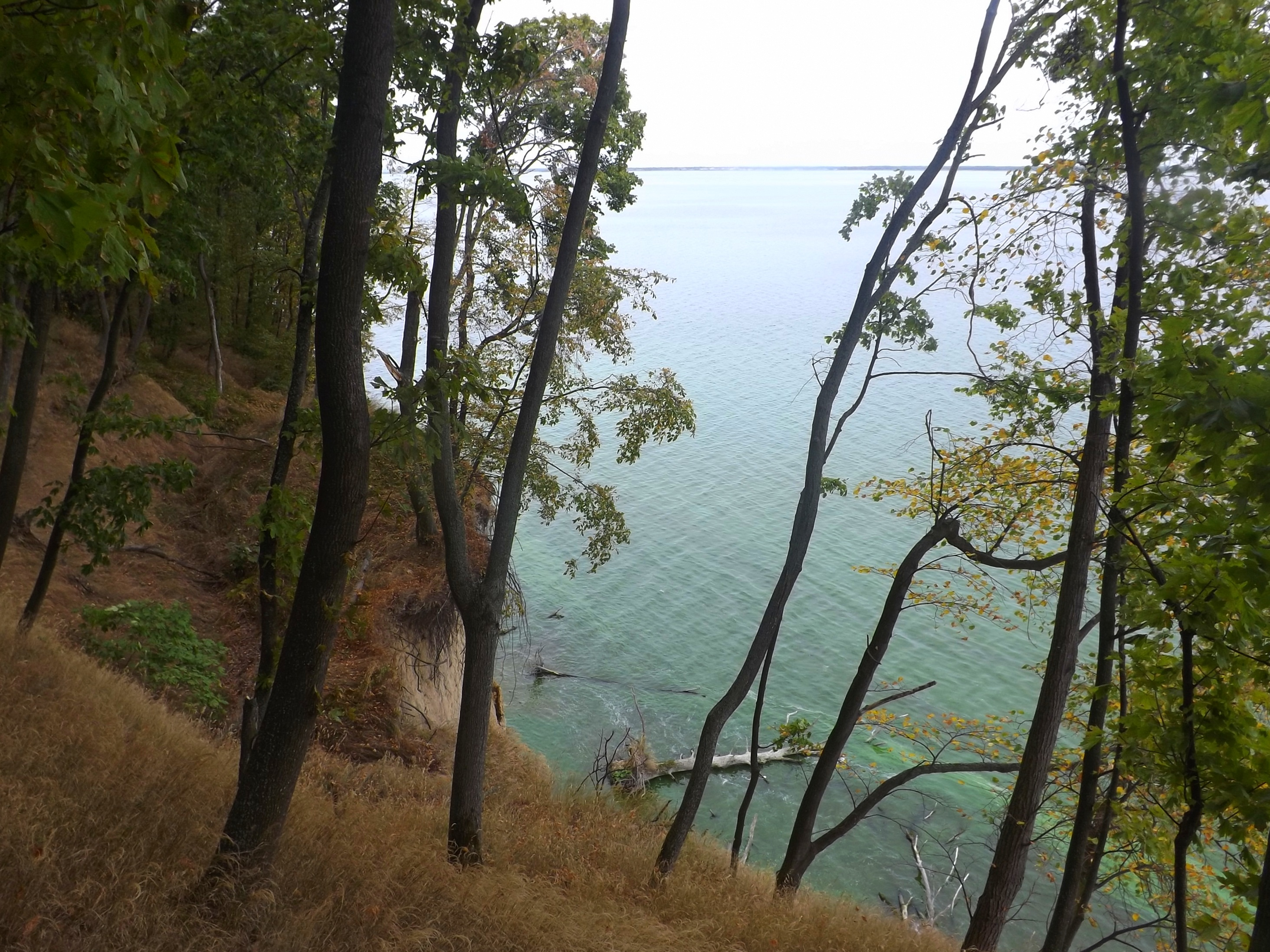
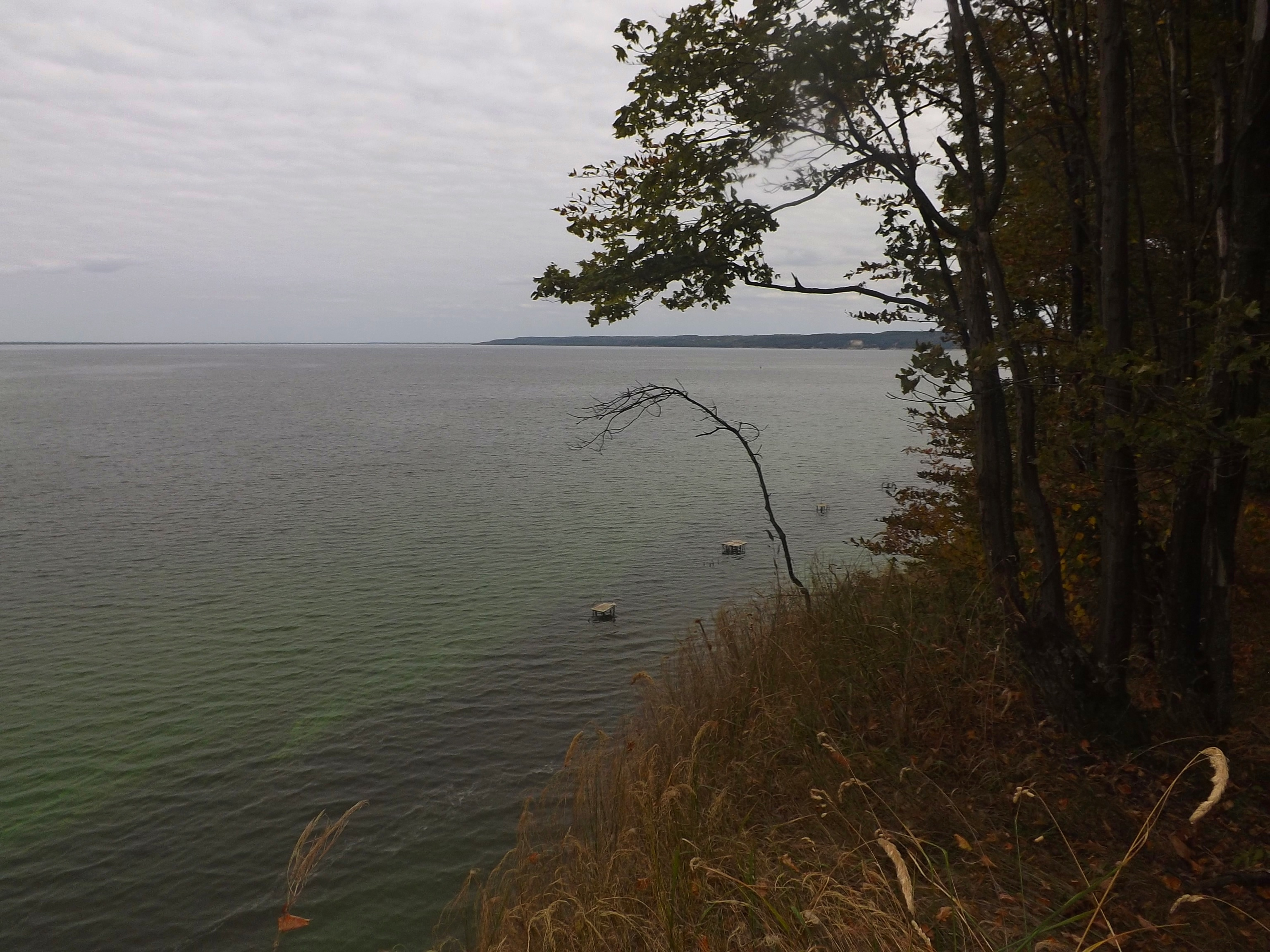
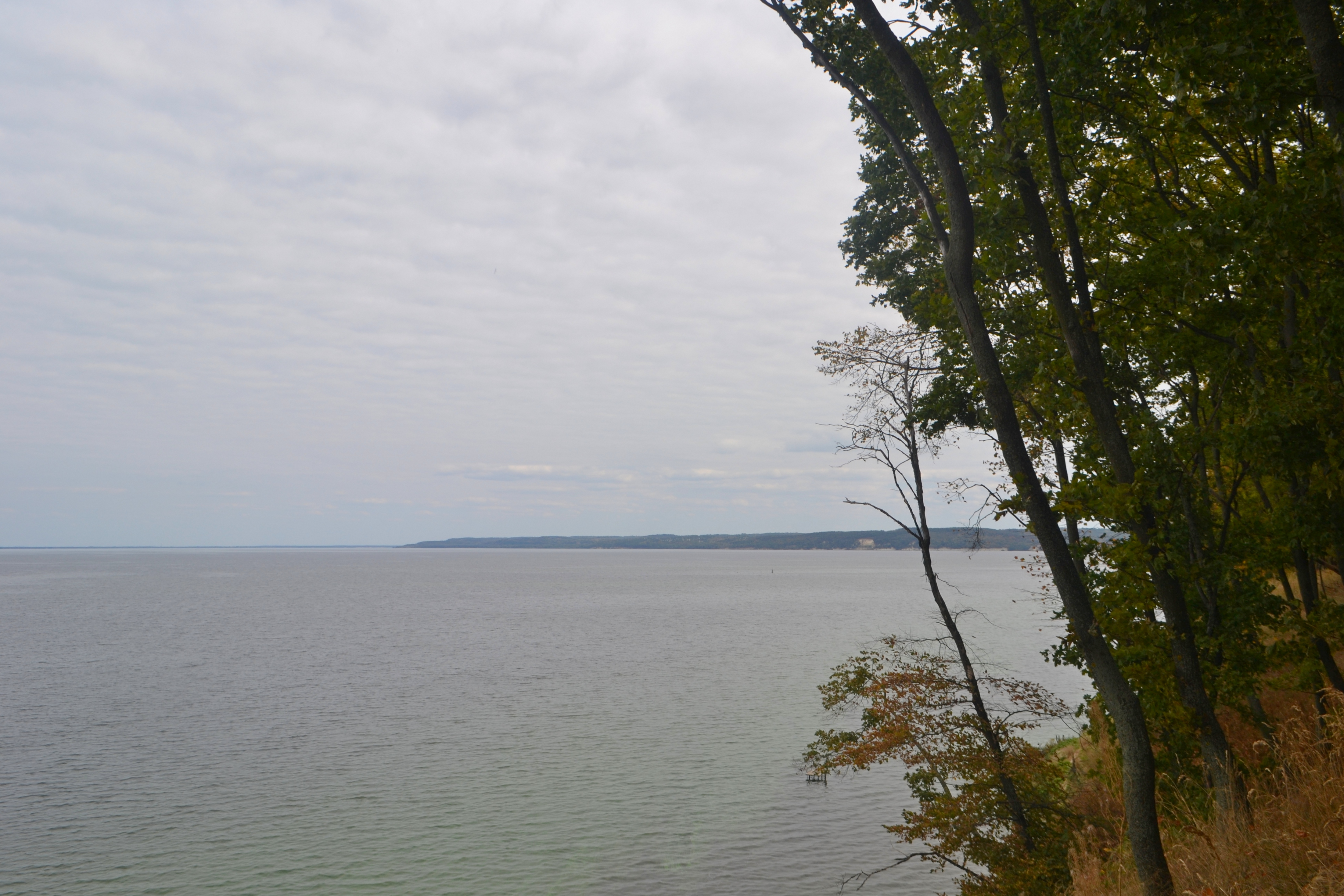
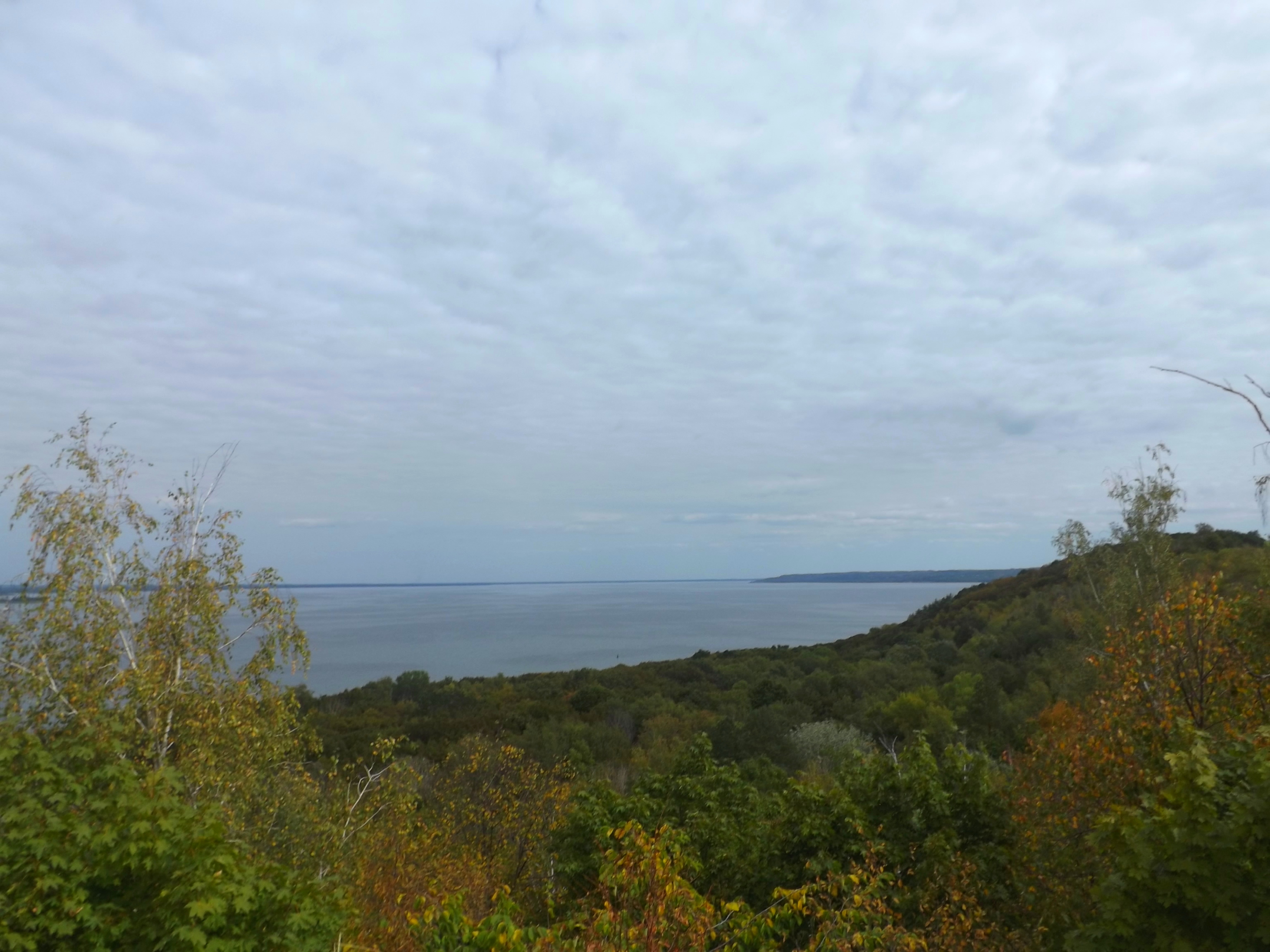
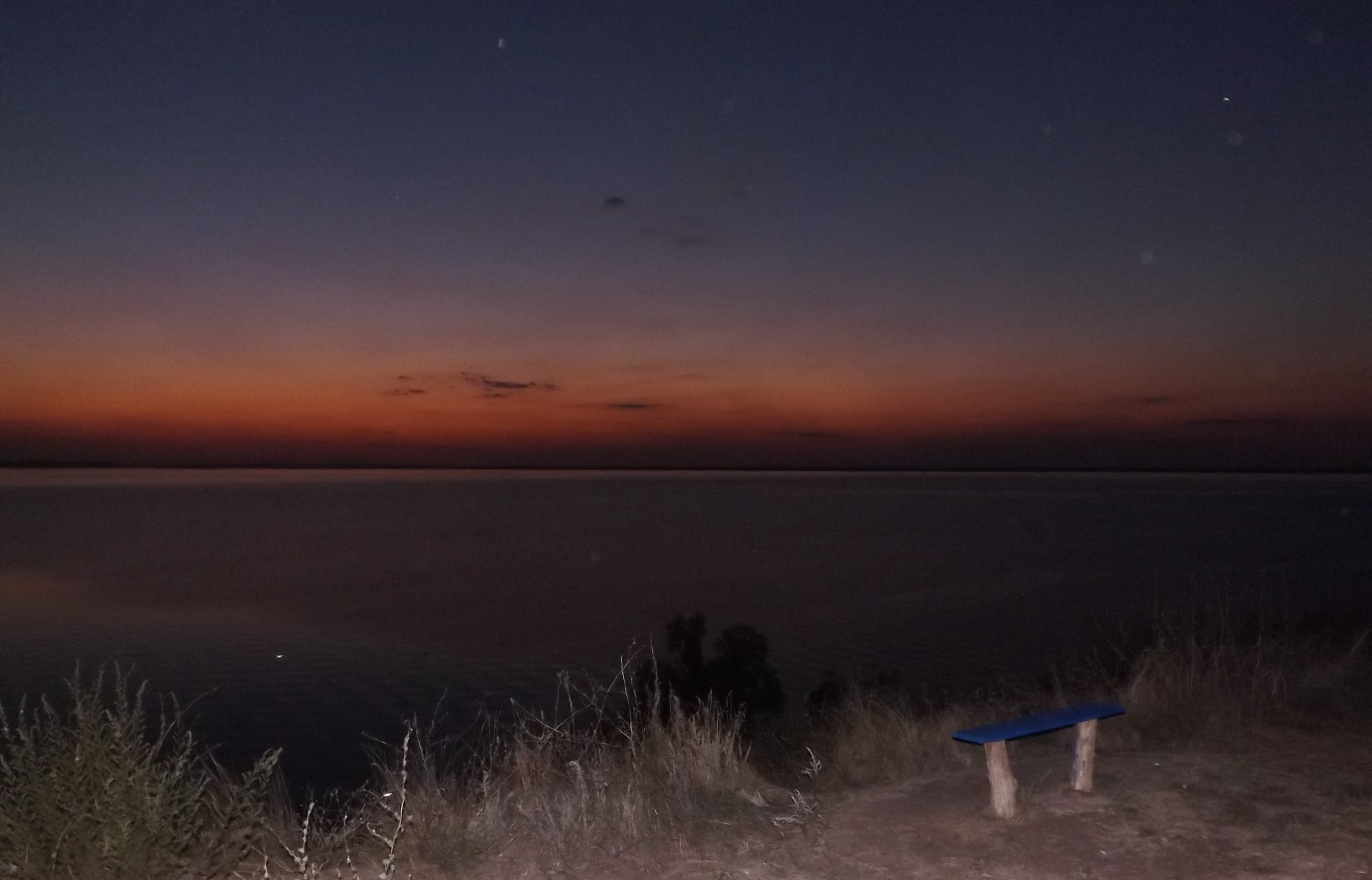
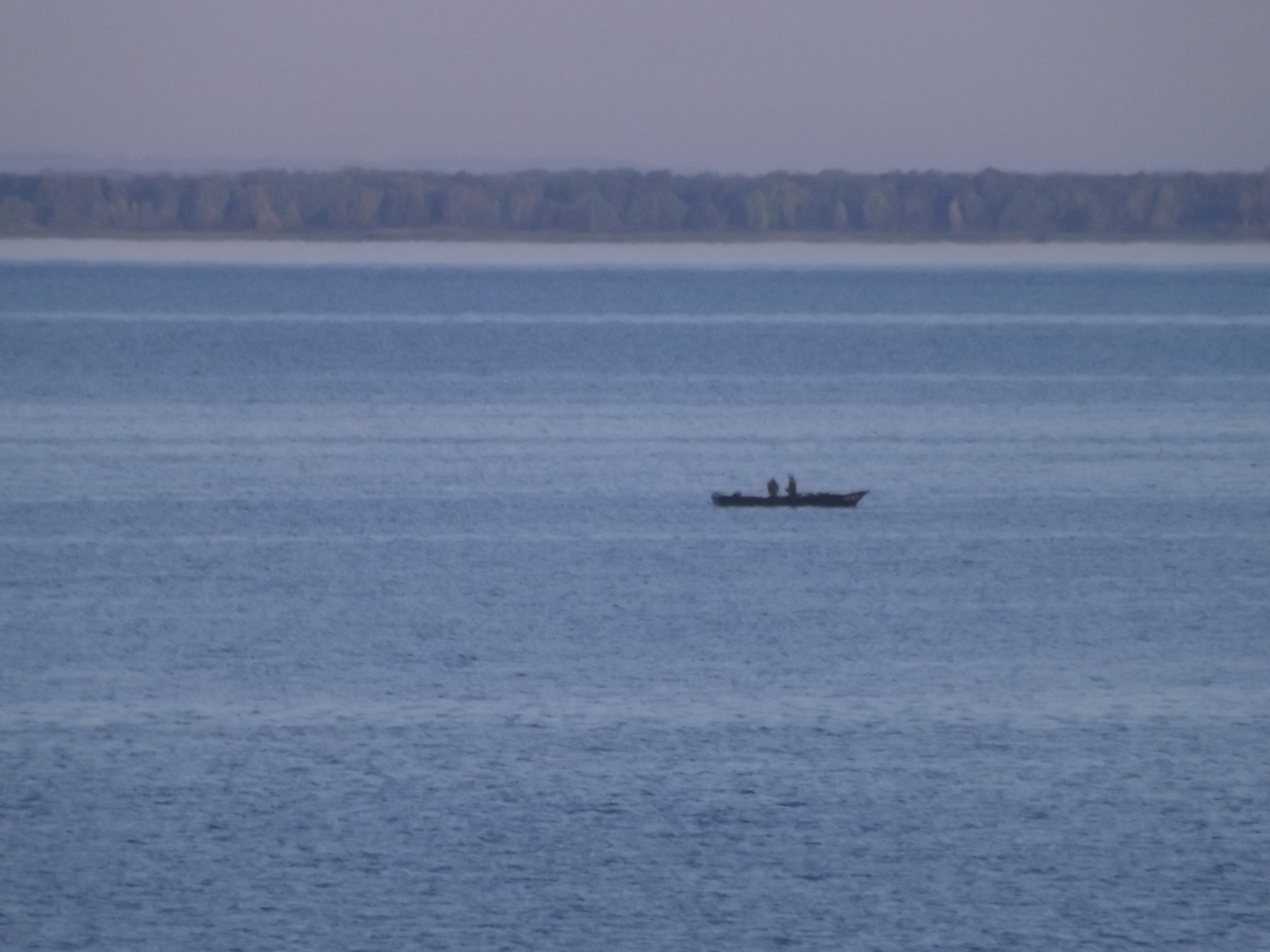
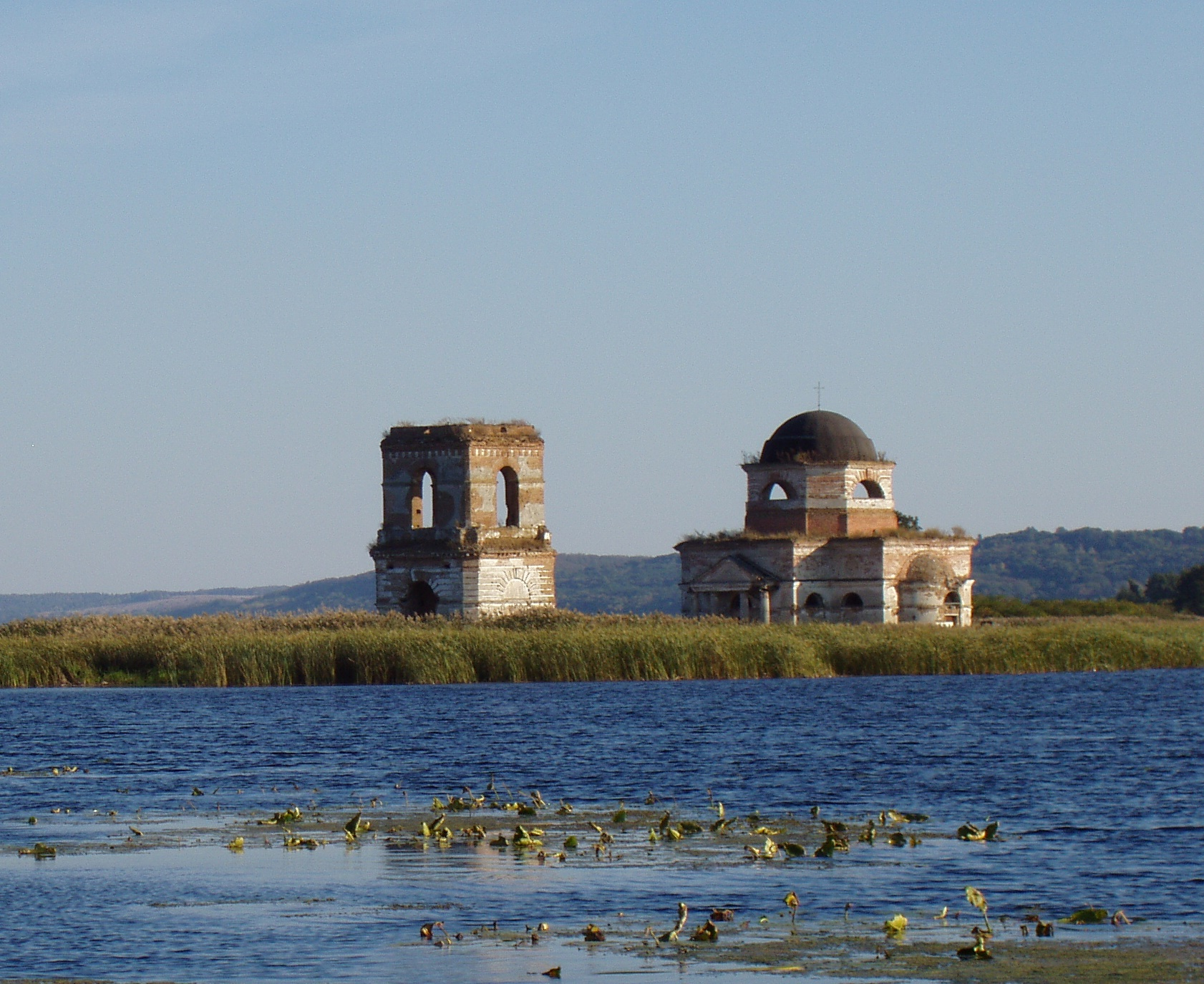
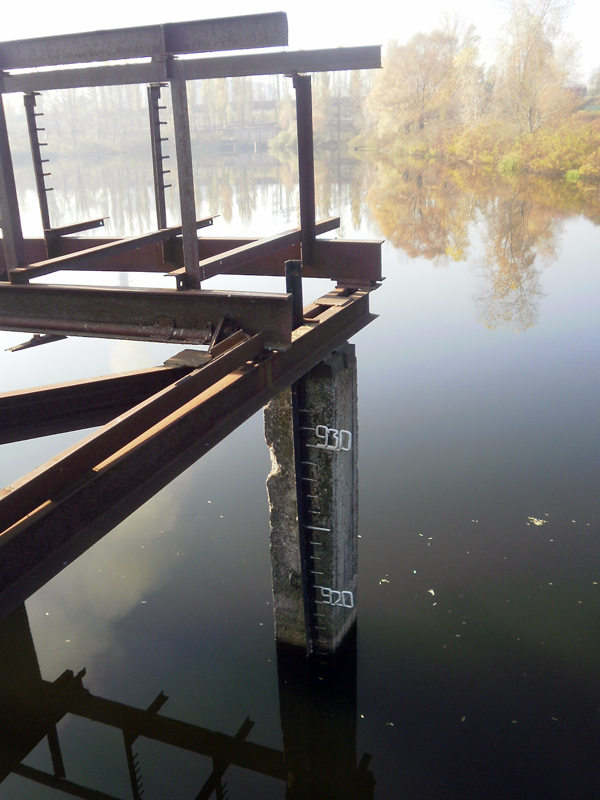
рівень води у водосховищі поблизу Трипільської ТЕС – 91,5 м у жовтні 2010